# Warner Bros. Television Studios
Warner Bros. Television Studios (do roku 2020 Warner Bros. Television) je americká televizní produkční společnost, součást studia Warner Bros. Entertainment. Vyrábí televizní pořady pro domovskou stanici The CW, ale i pro jiné americké televizní sítě. Částí samotné Warner Bros. Television Studios je také distribuční společnost Warner Bros. Television Distribution.
Společnost byla založena v roce 1955. Warner Bros. Television Studios produkovala či produkuje množství známých televizních seriálů, jako jsou např. Wonder Woman, Přátelé, Pohotovost, Gilmorova děvčata, Západní křídlo, Smallville, Lovci duchů, Teorie velkého třesku, The Wire – Špína Baltimoru a Plný dům.